# Åmad
Åmad är en sjö i Varbergs kommun i Västergötland och ingår i Viskans huvudavrinningsområde.